# Fortim na ponta de Genipabu
O Fortim da Ponta de Genipabu localizava-se na praia de Genipabu, no município de Extremoz, no litoral do estado brasileiro do Rio Grande do Norte.

## História
No contexto da Guerra Peninsular na Europa, pelo Aviso de 7 de Outubro de 1807 a Coroa portuguesa solicitou ao Governador da Capitania do Rio Grande do Norte, Tenente-coronel José Francisco de Paula Cavalcanti de Albuquerque, informações do que convinha fazer para a defesa daquela Capitania. A resposta, em um detalhado Memorial ("Memória relativa à defesa da Capitania do Rio Grande do Norte (...)", pelo seu Governador Francisco José de Paula Cavalcanti de Albuquerque, datada de 30 de Maio de 1808), converteu-se em diversas fortificações ligeiras, erguidas no ano seguinte (1808), concomitantes com a chegada da Família Real Portuguesa ao Brasil.
Nesse memorial encontra-se referido este forte: "Terceiro, fazer-se na enseada do Genipabú um forte, e uma trincheira, para disputar o desembarque ao inimigo, o que também foi mandado construir, pelo modo que as circunstâncias o permitiram." (op. cit., p. 246)
SOUZA (1885) refere que, à época (1885), estava desarmado de há muito, e certamente arruinado (op. cit., p. 77).
GARRIDO (1940) refere ainda que deste fortim, com ameias mas sem guaritas, restavam a base de pedra das muralhas e umas duas peças da sua artilharia, que jaziam abandonadas (op. cit., p. 47-48) no local.